# 樵

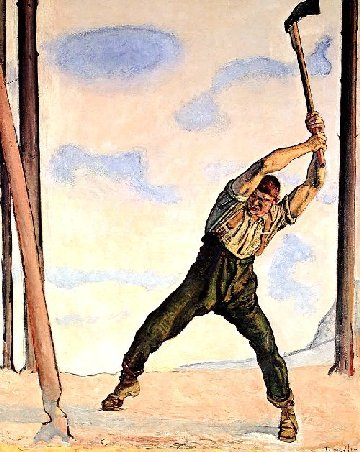
きこり仕事を描いた1910年の絵画。「受け口」の反対方向から「追い口」を入れる。こうして切り込みは互い違いの状態になる。

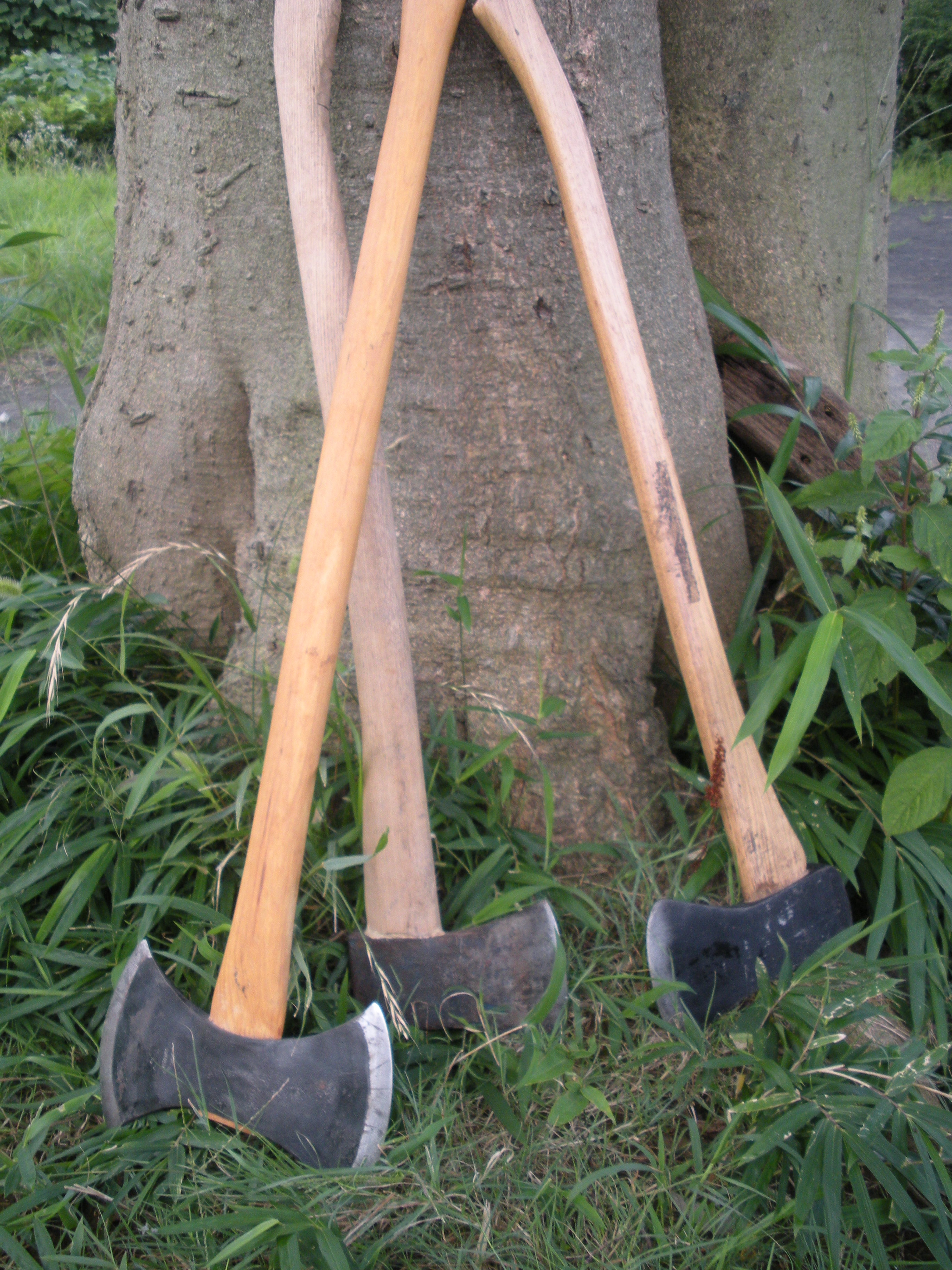
西洋式の伐採用斧。両刃式の斧は、硬い木と柔らかい木を伐り分けるため、刃の研ぎ具合がそれぞれ異なる。

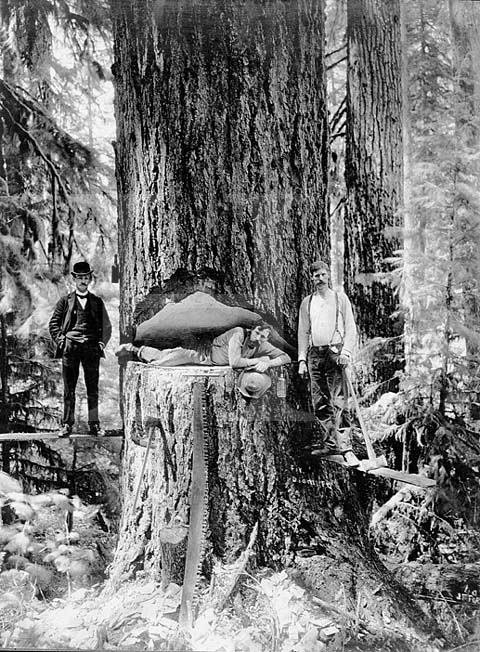
樹木に足場用の板を打ち込み、その上に乗って作業する。この写真で言うと、人が寝転がっている部分が受け口。

現代のきこり。チェーンソーを使う。

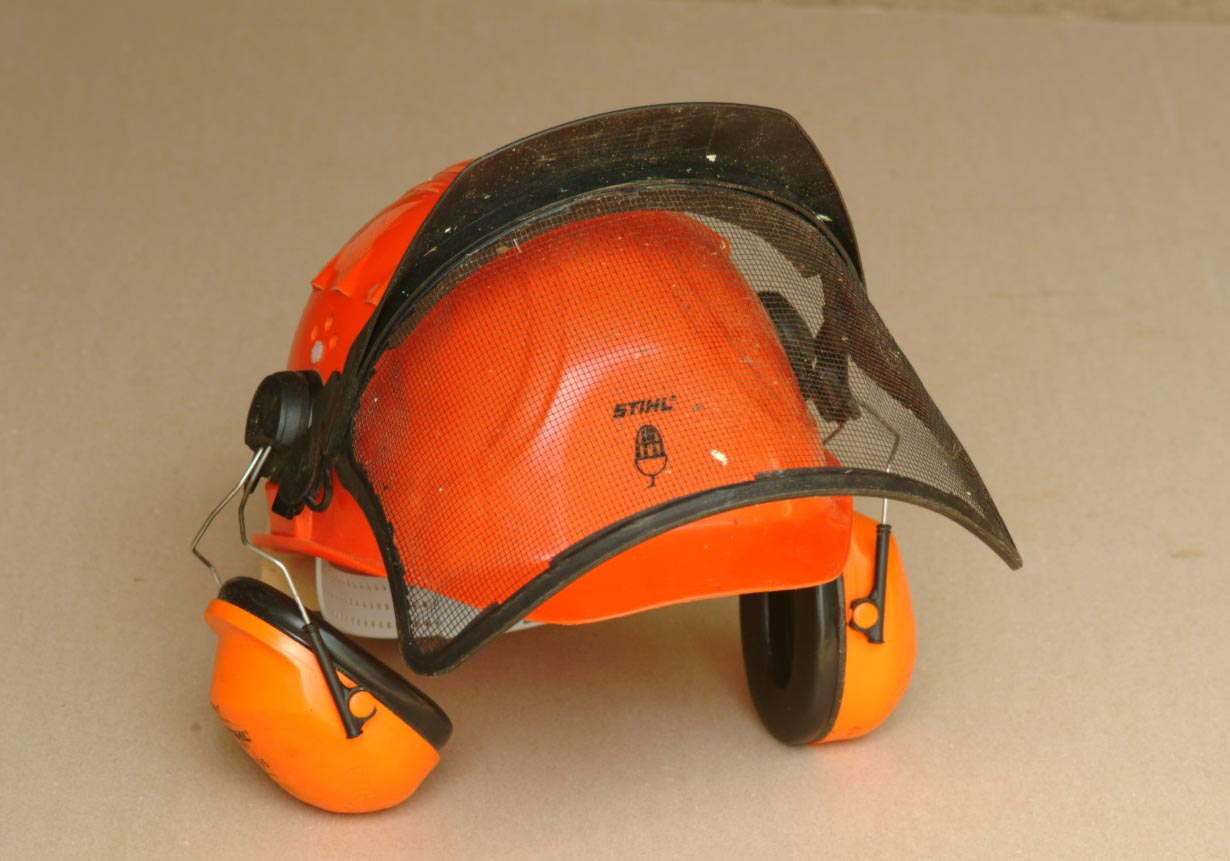
林業用ヘルメット。チェンソーによる音響外傷対策の遮音機能、木くずが顔に当たらないような網がついている。

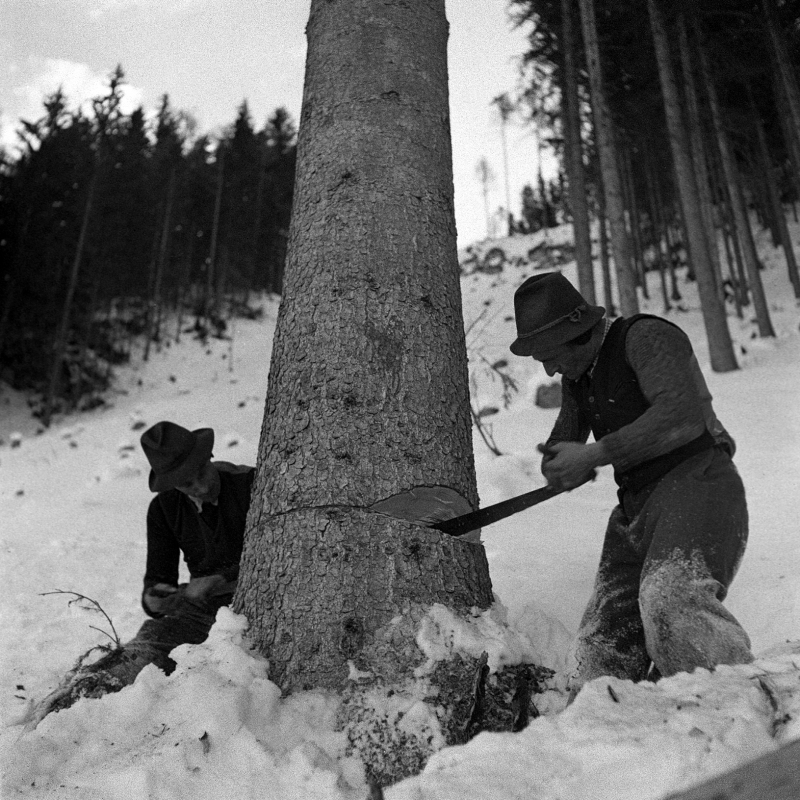
二人両手挽鋸の利用。1952

樵または木樵（きこり、英: woodcutter, lumberjack, logger, faller, feller）とは、森林の樹木を斧などにより伐採すること、もしくはそれによって生計を立てている者を指す。樵夫（しょうふ）や杣夫（そまふ）、林業を担うことから林業従事者とも呼ばれる。中世以前では、杣工と呼ばれた。昔話などにも登場する。
江戸時代には、高木に登って伐採や剪定作業を行い屋敷林を整備する職業、空師（そらし）も成立した。
「木伐（こ）る」というラ行四段活用動詞（「木」と「伐（こ）る」との複合動詞）の連用形「木伐り」からの転成名詞と考えられる。「伐る」は、「木を切る/伐採する」の意味。
ごくわずかに名字として用いられる場合もある。
製材所の所有者や経営者は、英語ではtimbermanと呼ばれる。

## 伐採作業
木を切り倒す作業は、かつては斧または鋸を併用して行われてきたが、現代ではチェーンソーを用いることが一般的である。また、必要に応じて鋸、くさび、くさびを打ち込むハンマー（ヨキ）、ロープ、ウインチ、バールなどを使用する。
まず、安全に伐倒させる方向を確認し受け口を切る。受け口は、直径の1⁄4から1⁄3程度を目安に水平方向から切り込みを入れ、さらに上方から水平の切り込み面に向け30度程度の角度をもって、斜めに切り込みを入れる。受け口によりできる三角形の木片は取り除く。切り残しの部分は、「つる」といい、後に倒す際のスピード・方向をコントロールする要素となる。
次に、つるの部分に反対方向から追い口を入れる。追い口は、受け口の高さの2⁄3程度の高さを目安に水平方向に切れ込みを入れる。追い口を入れることで、つるは立木の自重で挫屈し、受け口方向へ倒れるため加減を入れながら行うことが基本である。切れ込みを一気に受け口まで入れることは、立木の倒れる方向や早さを変化させることから危険である。直径の大きい木は、適宜切れ目にくさびを入れてハンマーで打ち込むことで倒したり、ロープとウインチを併用して伐倒方向を制御する。こうした作業を全て高性能林業機械（ハーベスタ）で行うことがある。
間伐など立木が密生して行う場所では、伐倒した木が隣の木にかかり完全に倒れない「かかり木」が発生しやすい。かかり木は、放置すると不意に倒れることから危険であり、その場で対処することが必要である。対処方法はその状況にもよるが、つるの調整によって伐倒木を回転させたり、木回し棒（フェリングレバー）を用いて回して落とす。根本にバールなどを当てて、てこの原理で伐倒した木を安全な方向へ根気よく動かし、立木から離すことが原則である。また、危険ではあるが、かかり木に向かって新たな木を当ててその両方を倒す技術がある（あびせ倒し）。
安全に作業するためにワイヤーで引っ張りながら伐木することもある（チルホール伐倒）。

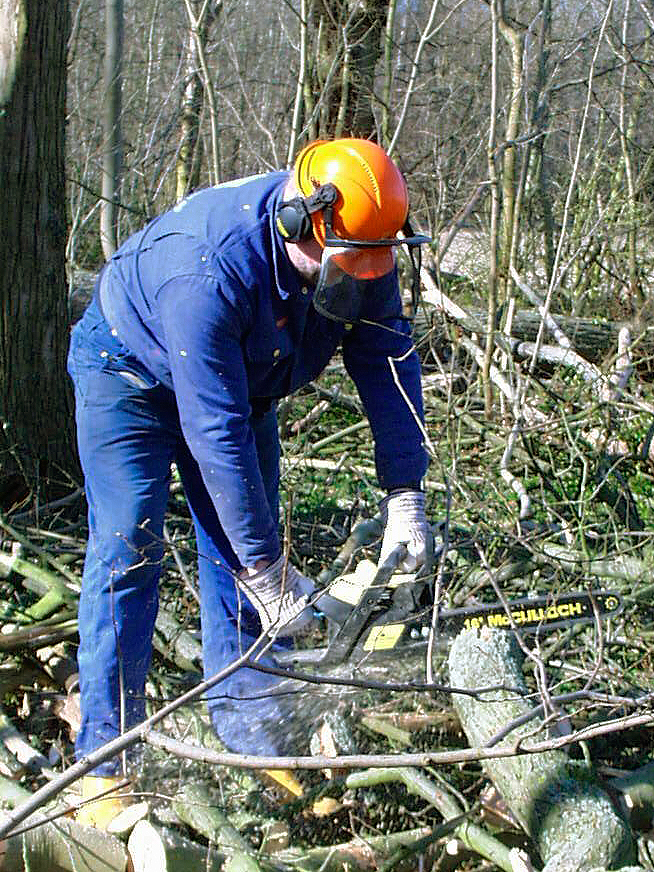
玉切りの様子。シイタケのほだ木なら1m前後、角材などは4-5m単位で玉切りをして搬出する。

伐倒した木は、枝を落とし、流通を考慮した長さに切る（玉切り）作業の後、ウインチやケーブルクレーン、グラップルなどにより引き上げられ、トラックや林内作業車によって林外へ搬出される。大規模な傾斜の緩い伐採地であれば、ブルドーザーなど大型重機による引き出し、奥地でかつ高価な木材であればヘリコプターによる搬出がごく稀に行われる。

## 道具
伐倒
古来は三ツ紐伐り（三ツ緒伐り）と呼ばれる方法が使われていたが、チェンソーの導入でほぼ使われなくなった。神社などに用いる木材には三ツ紐伐りが使用される場合もある。
- 斧、鉞
- 楔（ヤ）
- 手斧
- のこぎり（二人両手挽鋸、玉切り用鋸、チェンソー）
- 鉈

集材
- 鳶口、Cant hook（英語版）、ガンタ（木廻し）
- 鎹（トチ）
- 木馬（キンマ、キウマ） - 木馬道を移動させるための橇
- 修羅（土修羅、Go-devil（英語版））
- Michigan logging wheels（英語版）

マーカー
間伐する木の選定用
- マーキングアックス（英語版）
- 蛍光テープ

輸送
木材流送などの水の流れを利用して送り出された。

## 機械化
材木の移動などに馬などが利用され、内燃機関の発展によってチェンソーなどが発明されたが、それらの作業を複数同時に行える高性能林業機械が発明されるようになった。
- フェラーバンチャ（英語版）
- ハーベスタ (林業)（英語版）（伐倒造材機）
- プロセッサ（造材機）
- 動力式枝打機
- スタンプグラインダー（英語版）
- ウッドチッパー（英語版） - 枝などをウッドチップにする

集材
- スキッダ（英語版）(集材機)
- ヤーダー（英語版）（タワーヤーダー）
- スウィングヤーダー（英語版）
- スチームドンキー（英語版）
- フォワーダ
- 木材運搬車（英語版）

## 労働のリスク
このような作業の過程は、事故が連鎖的に発生することが多く、熟練の作業者が丁寧に安全を確認しながら実施しても、これを完全に防ぐことはできない。医療サービスから遠く離れた足場の悪い山の中での作業がある林業労働者の労働災害発生率は、日本やアメリカでは平均的な工場労働者より高い割合で発生している。
伐採中の死亡が一番多く、次いで集材作業が多い。
花粉・木材粉塵
日本においては、米杉、ねずこ、ラワン、リョウブ、桑、ほう、白樺等の木材粉塵が発生している現場で起きるアレルギー性の鼻炎、気管支喘息等の呼吸器疾患は職業病とされるほか、アレルギー性皮膚炎、塵肺、鼻腔がん、副鼻腔がんなどとの関係もある。
その他
毒蛇、クマや蜂などの危険動物との接触。

## 文化

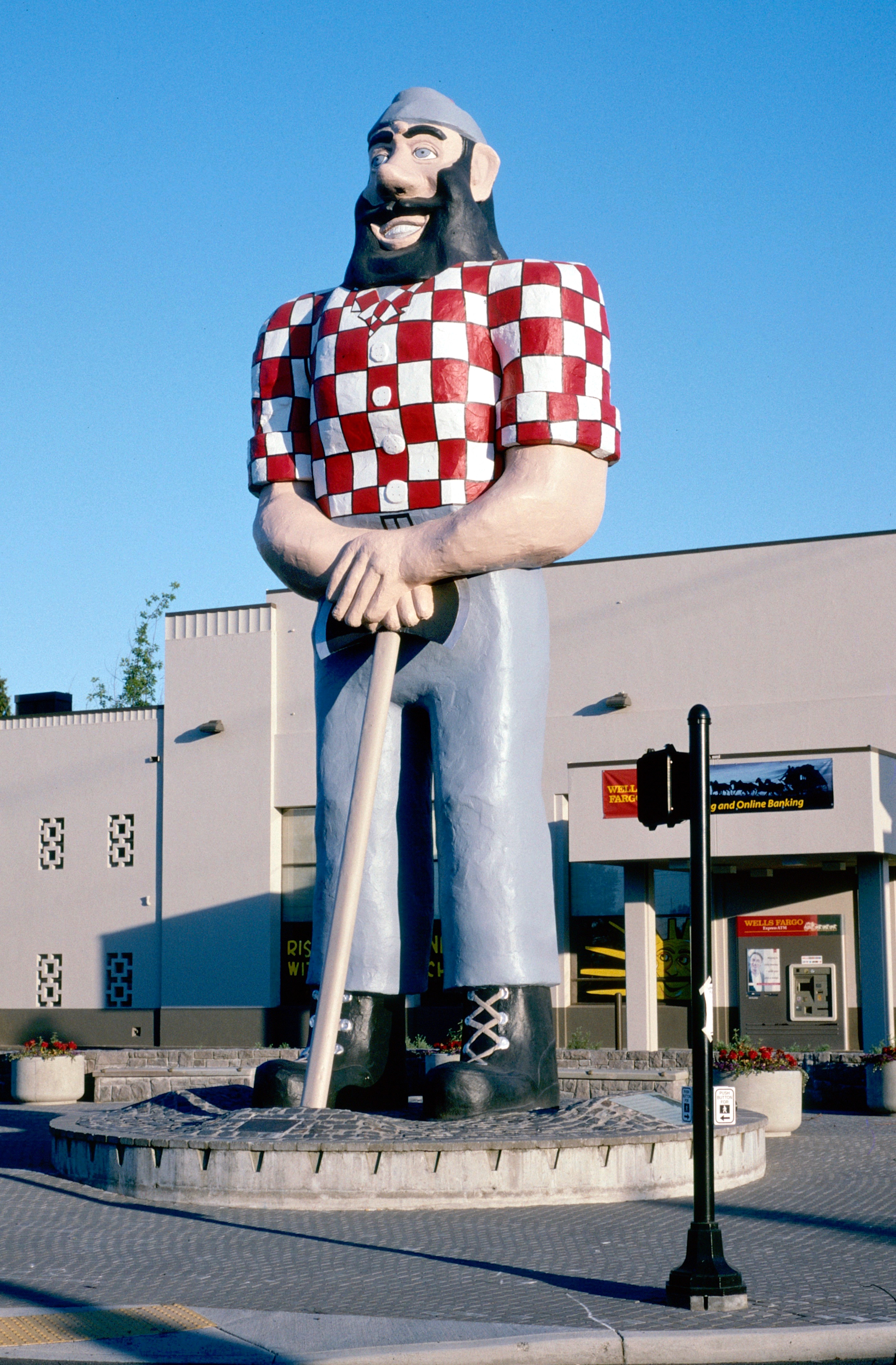
1959年にオレゴン州創設100周年を記念して建てられたポール・バニヤン像（アメリカ合衆国国家歴史登録財）

- きこりの与作 - エポック社カセットビジョンで発売されたアクションゲーム。新日本企画（後のSNK）が1979年にリリースした『与作』の移植作品。

民話・神話
- ポール・バニヤン - アメリカの民話に登場する巨人の樵。
- 金の斧
- 木樵のオーラヴ
- 覚 - サトリ。日本妖怪の一種で人の心を読み、隙をついて食い殺すとされる。伝承の一つに、樵がサトリに狙われるが、ふるった斧の頭が外れてサトリに当たって殺すという、心に思わぬ偶然により命拾いをする、というものがある。

歌
日本においては、山で歌われる歌は全て山歌と呼ばれ、この中に樵夫歌、樵歌も含まれる。中国では、樵歌、樵唱とも呼ばれる。アメリカの木こりの歌は、作業歌がなくて娯楽歌が歴史に残されているが、これは歌が下品すぎて20世紀初頭の歌を収録していた人間たちがあえて残さなかったという説が有力である。
- 与作 - 北島三郎の歌。
- 木こりの歌(The Lumberjack Song) - テレビ番組『空飛ぶモンティ・パイソン』第1シリーズ第9話の中で放送されたスケッチ、およびスケッチ内に登場する歌。
- 能『敦盛』、和歌集『和漢朗詠集』に樵歌牧笛という言葉があり、草刈の笛と木こりの歌は、古くから歌人の歌にも読まれている。

神事
- 鳥総立（とぶさだて）- 伐採後に木の先端を切り落として切り株に立てる儀式を行う[2][17]。
- 木祭 - 木を切る前に山神を祀る儀式[18]。
- 樵初 - 年初に山の神にお供えして山に入る儀式
- 諏訪御柱祭 - 木こりは木の輸送などを管理する実務能力を持つことから、実行委員に参加し、総斧長を代表に斧方会が斧方として参加する[19]。

大会
- World Logging Championship（英語版）
- Stihl Timbersports Series（英語版）

ステレオタイプ
ひげ、格子縞のシャツ、ワークブーツを身に着けた筋肉質な体形のスタイルが、2014年にランバーセクシャル（lumbersexual）と造語されるほどアメリカ男子の間で人気となった。
プロレス
プロレスラーの設定（盛り上げるためのギミック）として「木こり出身」を名乗る選手がいた。
また、プロレスの試合形式で、カナダの木こりの間で喧嘩が起こったときに中立の木こりが囲み逃げられないようにしていたという風習にならい。リングを中立のプロレスラーが囲い場外乱闘に発展させないようにする形式をランバージャック・デスマッチ、ランバージャック・マッチと呼ぶ。

## 関連団体
- 林業・木材製造業労働災害防止協会